# 中岩寺
29°32′49.27″N 103°46′9.26″E / 29.5470194°N 103.7692389°E
中岩寺位于中国四川省眉山市，濒临岷江，坐落在岷江东岸，分上、中、下三寺，统称中岩，面积约5平方公里。苏东坡年轻时曾经求学于此，是苏东坡初恋的地方，现存有东坡读书楼，至今保存苏轼、黄庭坚、陆游等人题写的诗文。